# Бекири, Лион
Лион Бекири (швед. Lion Beqiri; род. 27 мая 2006) — шведский футболист, нападающий «Гётеборга».

## Клубная карьера
Является воспитанником «Гётеборга». В феврале 2024 стал привлекаться к тренировкам с основным составом. 24 февраля в матче группового этапа кубка Швеции с «Шёвде» впервые попал в официальную заявку на матч. Дебютировал за клуб 1 апреля в первом туре чемпионата Швеции с «Юргорденом», заменив на 87-й минуте Андреаса Пюндта.

## Клубная статистика
| Выступление      | Выступление      | Выступление      | Лига | Лига | Кубки | Кубки | Конт. кубки | Конт. кубки | Итого | Итого |
| Клуб             | Лига             | Сезон            | Игры | Голы | Игры  | Голы  | Игры        | Голы        | Игры  | Голы  |
| ---------------- | ---------------- | ---------------- | ---- | ---- | ----- | ----- | ----------- | ----------- | ----- | ----- |
| Гётеборг         | Алльсвенскан     | 2024             | 1    | 0    | 0     | 0     | 0           | 0           | 1     | 0     |
| Гётеборг         | Итого            | Итого            | 1    | 0    | 0     | 0     | 0           | 0           | 1     | 0     |
| Всего за карьеру | Всего за карьеру | Всего за карьеру | 1    | 0    | 0     | 0     | 0           | 0           | 1     | 0     |